# -sen
-sen er en endelse i mange danske og norske efternavne som f.eks. Hansen, Larsen og Petersen, hvor endelsen betyder søn. Dvs. i disse tilfælde "søn af Hans", "Søn af Lars" og "Søn af Peter".
I praksis passer disse navne dog sjældent, idet de er levn fra en gammel skik, hvor man navngav efter faderens navn. I et dåbscirkulære af 4. oktober 1828 blev det indskærpet præsterne, at børn skulle døbes med både for- og efternavn, men at dette efternavn kunne vælges frit enten som et patronymikon (altså farens fornavn + sen) eller "efter et sted, som familien er knyttet til". Det var åbenbart ikke præcist nok, og forældre fortsatte med at bruge skiftende patronymika, sådan at Peter Hansens søn kom til at hedde Jens Petersen, mens hans søn senere ville komme til at hedde Hans Jensen osv. Dette blev der imidlertid sat en stopper for med et nyt cirkulære fra Kirke- og Undervisningsministeriet af 6. august 1856, hvori det slås fast, 
"at det er en følge af såvel sagens natur, som af det udtrykkelige indhold af ovennævnte kancellicirkulære (af 4. oktober 1828), at det faste familie- eller stammenavn, der efter frd. af 30te maj 1828 éngang er blevet valgt, ikke blot skal komme til anvendelse for alle børn i den samme generation, men også for alle følgende generationer i den samme familie, medmindre bevilling til afvigelse erhverves".
Da man fortolkede det nye cirkulære meget strikst, knæsatte man samtidig brugen af de mange -sennavne.